# Aeropuerto de Montreal-Saint-Hubert
El Aeropuerto de Montreal-Saint-Hubert (del inglés: Montréal/Saint-Hubert Airport) (IATA: YHU, OACI: CYHU) está localizado a 3 MN (5,6 km; 3,5 mi) al este de Longueuil, Quebec, cerca a Montreal.

## Aerolíneas y destinos

### Destinos nacionales
| Ciudades             | Nombre del aeropuerto                            | Aerolíneas      |
| -------------------- | ------------------------------------------------ | --------------- |
| Bagotville           | Base de la fuerza aérea canadiense de Bagotville | Pascan Aviation |
| Baie-Comeau          | Aeropuerto de Baie-Comeau                        | Pascan Aviation |
| Bonaventure          | Aeropuerto de Bonaventure                        | Pascan Aviation |
| Ciudad de Quebec     | Aeropuerto Internacional Jean-Lesage de Quebec   | Pascan Aviation |
| Îles-de-la-Madeleine | Aeropuerto de Îles-de-la-Madeleine               | Pascan Aviation |
| Mont-Joli            | Aeropuerto de Mont-Joli                          | Pascan Aviation |
| Roberval             | Aeropuerto de Roberval                           | Pascan Aviation |
| Rouyn-Noranda        | Aeropuerto de Rouyn-Noranda                      | Pascan Aviation |
| Sept-Îles            | Aeropuerto de Sept-Îles                          | Pascan Aviation |
| Toronto              | Aeropuerto Toronto City Centre                   | Pascan Aviation |
| Val-d'Or             | Aeropuerto de Val-d'Or                           | Pascan Aviation |
| Wabush               | Aeropuerto de Wabush                             | Pascan Aviation |